# Dimona
Dimona (hebr. דימונה; arab. ديمونة) – miasto położone w Dystrykcie Południowym w Izraelu. Leży w oazie na pustyni Negew, w odległości 36 km na południowy wschód od Beer Szewy i 35 km na zachód od Morza Martwego.
Nazwa pochodzi od biblijnego miasta wzmiankowanego w Księdze Jozuego 15:21-22.

## Historia
Osada Dimona została założona w 1953 r., ale pierwsi osadnicy przybyli tutaj dopiero w 1955 r. Pierwszymi mieszkańcami byli żydowscy imigranci z Północnej Afryki, którzy musieli sami sobie wybudować domy.
W 1958 r. Izrael we współpracy z Francją uruchomił izraelski program nuklearny, którego najważniejszym elementem było Nuklearne Centrum Badawcze Negew (hebr קריה למחקר גרעיני – נגב, ang. Negev Nuclear Research Center). Na lokalizację dla tego supertajnego ośrodka badawczego wybrano pustynną okolicę położoną w odległości 10 km od Dimony. Wybudowano tam izraelski reaktor atomowy o mocy 26 megawatów oraz instalację do produkcji plutonu i bomb atomowych. Kompleks jest odizolowany i mocno strzeżony.
Amerykanie wiedzieli o budowie od 1958 roku, ale strona izraelska twierdziła, że są to budynki fabryki włókienniczej. W grudniu 1960 roku Dawid Ben Gurion oficjalnie przyznał, że jest to reaktor nuklearny zbudowany w celach pokojowych.
W latach 90., wraz z napływem fali rosyjskiej imigracji, nastąpił wzrost liczebności mieszkańców Dimony. Obecnie jest to trzecie co do wielkości miasto na pustyni Negew. Według danych z 1995 r. liczyło 31,2 tys. mieszkańców. Jedna trzecia populacji miasta pracuje w zakładach przemysłowych w rejonie Morza Martwego.

## Demografia
Zgodnie z danymi Izraelskiego Centrum Danych Statystycznych w 2006 roku w mieście żyło 33,4 tys. mieszkańców.
Populacja miasta pod względem wieku:
| Wiek (w latach) | Procent populacji w % |
| --------------- | --------------------- |
| 0-4             | 8,5%                  |
| 5-9             | 8,8%                  |
| 10-14           | 8,8%                  |
| 15-19           | 8,3%                  |
| 20-29           | 16,6%                 |
| 30-44           | 18,6%                 |
| 45-59           | 17,2%                 |
| ponad 60        | 13,3%                 |

Źródło danych: Central Bureau of Statistics.

### Czarni Hebrajczycy

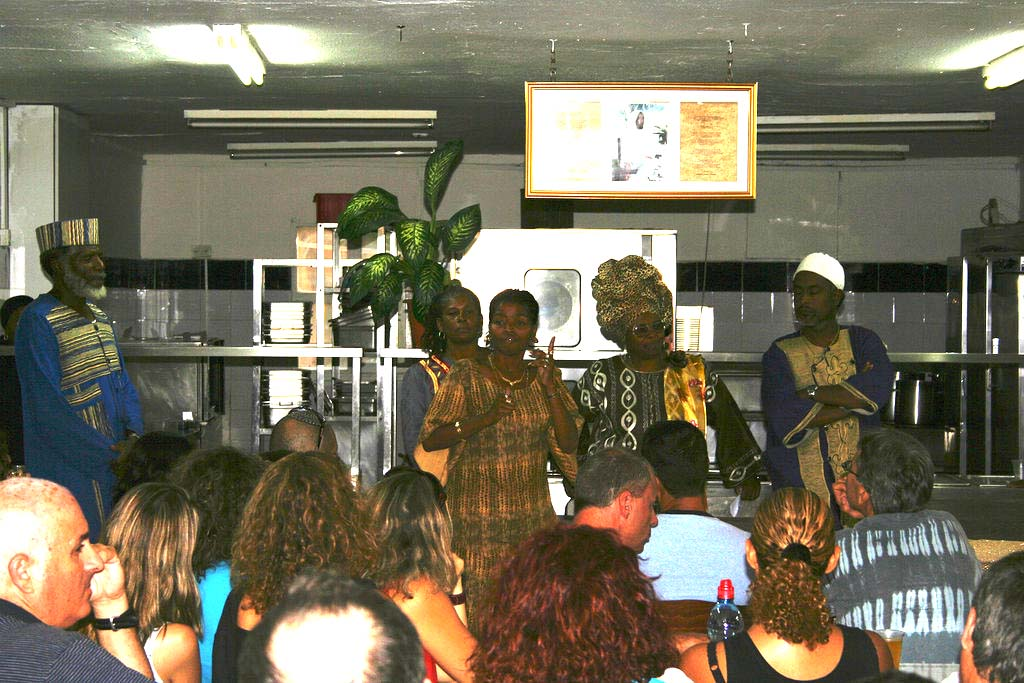
„Czarni Hebrajczycy” w Dimonie

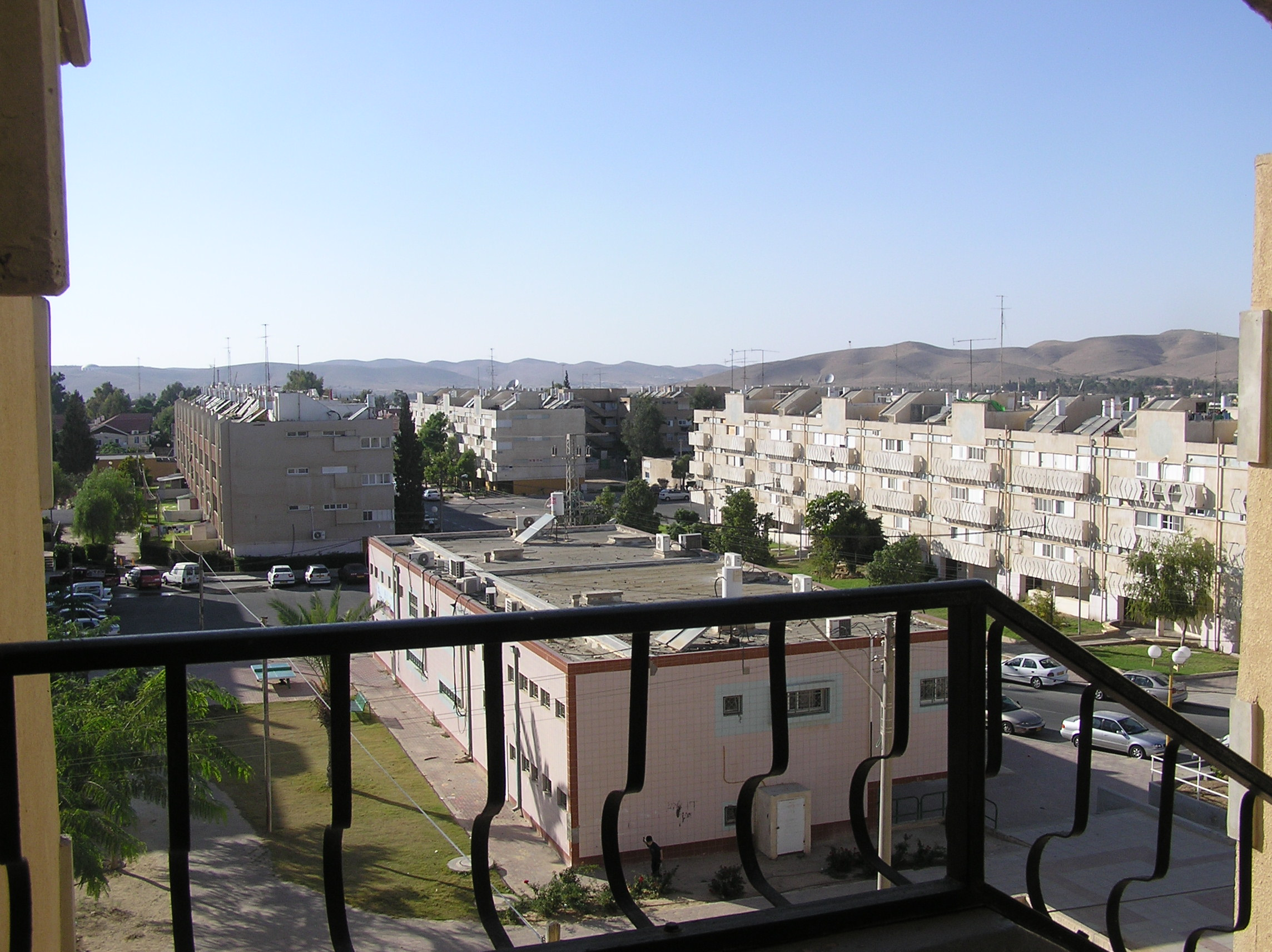
Osiedle mieszkaniowe w Dimonie

W Dimonie znalazła swoją siedzibę społeczność tzw. Czarnych Hebrajczyków, Felaszy, którzy uważają się za potomków Judy i przybyli do Izraela w 1969 r. Władze izraelskie oraz oficjalny rabinat nie uznały ich jednak za Żydów i dopiero w 2003 roku po długiej kampanii przyznano im prawo stałego pobytu. Ich poglądy religijne mają specyficzny charakter, m.in. praktykują weganizm, znani są także z oryginalnej kuchni oraz rękodzieła.

## Gospodarka
Z zakładów przemysłowych w Dimonie znajdują się włókiennicze Dimona Textiles Ltd., które koncentrują się na produkcji ręczników. Natomiast Dimona Silica Industries Ltd. produkuje krzemionkę i węglan wapnia.
W odległości 13 km na wschód od miasta znajduje się słynna fabryka filmów (znana również jako fabryka czekolady) oraz tajemniczy zakład otoczony zasiekami z drutu kolczastego, pilnie strzeżony przez służby specjalne. Znajdują się tutaj: reaktor jądrowy Dimona, składowiska odpadów toksycznych, zakłady produkujące amunicję oraz tajne poligony izraelskiej armii.

## Transport
Przy mieście przebiega droga ekspresowa nr 25  (Nachal Oz-Beer Szewa-Arawa).
Miasto posiada stację kolejową Dimona i połączenie kolejami Rakewet Jisra’el z Beer Szewą.

## Kultura
W mieście od 2011 roku działa Dimona Theater Lab. Jest to pierwszy teatr w mieście i w regionie pustyni Negew. W teatrze występuje m.in. popularny izraelski aktor Ohad Knoller.

## Miasta partnerskie
- Andernach, Niemcy